# Stankovci (żupania karlowacka)
Stankovci – wieś w Chorwacji, w żupanii karlowackiej, w gminie Žakanje. W 2011 roku liczyła 17 mieszkańców.